# Émile Octave Prillot
Émile Octave Prillot (1877-1935) est un photographe français, actif entre 1900 et 1935. 

## Biographie
Émile Octave Prillot naît à Metz, alors dans l’Empire allemand, le 20 octobre 1877. À partir de 1895, il travaille avec son frère aîné, Armand Henry Prillot, créant un fonds photographique conséquent, avec ses œuvres et celles de son frère, pionnier de la photographie en Lorraine. 
Émile Octave Prillot meurt le 15 octobre 1935, dans sa ville natale. 
Les négatifs sur plaque de verre des photographies réalisées par l'atelier des frères Prillot sont conservées par les Bibliothèques-Médiathèques de Metz. 

## Sources
- Martine Mathis et Laurent Nunenthal, Metz, d'un siècle à l'autre (photographies de H. et E. Prillot), P. Bodez, 1991.
- Jean-Marie Voignier, Répertoires des photographes de France au dix-neuvième siècle, Chevilly-Larue, Le Pont de Pierre, 1993, 317 p..
- Pierre Louis, Dans l'objectif des frères Prillot : photographies de Metz, 1892-1935, catalogue de l'exposition de la Médiathèque du Pontiffroy, du 21 décembre 2005 au 25 février 2006.